# ジーロフト
ジーロフト（ペルシア語: جيرفت）とは、イランの都市である。ケルマーン州のジーロフト郡（ジーロフト県）に属し、郡都に定められている。2006年当時の国勢調査では人口は95,031人、世帯数は19,926。ケルマーンから約190km南に位置する。かつてはサヴゼヴァーラーン（Sabzevaran）と呼ばれ、肥沃な土壌からHend-e-Koochak（「小さなインド」の意）の名前でも知られていた。

## 歴史

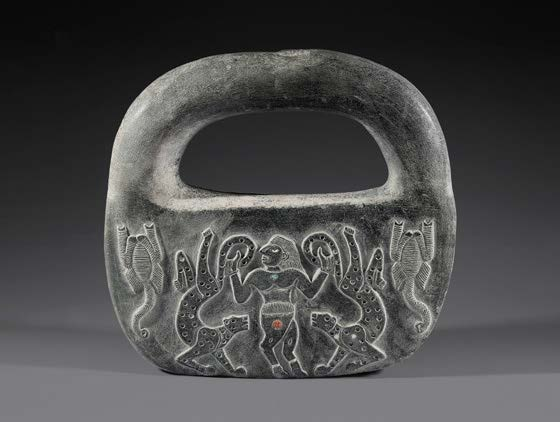
ジーロフト文化に属する猛獣使いの意匠があるクロライト製の石器。

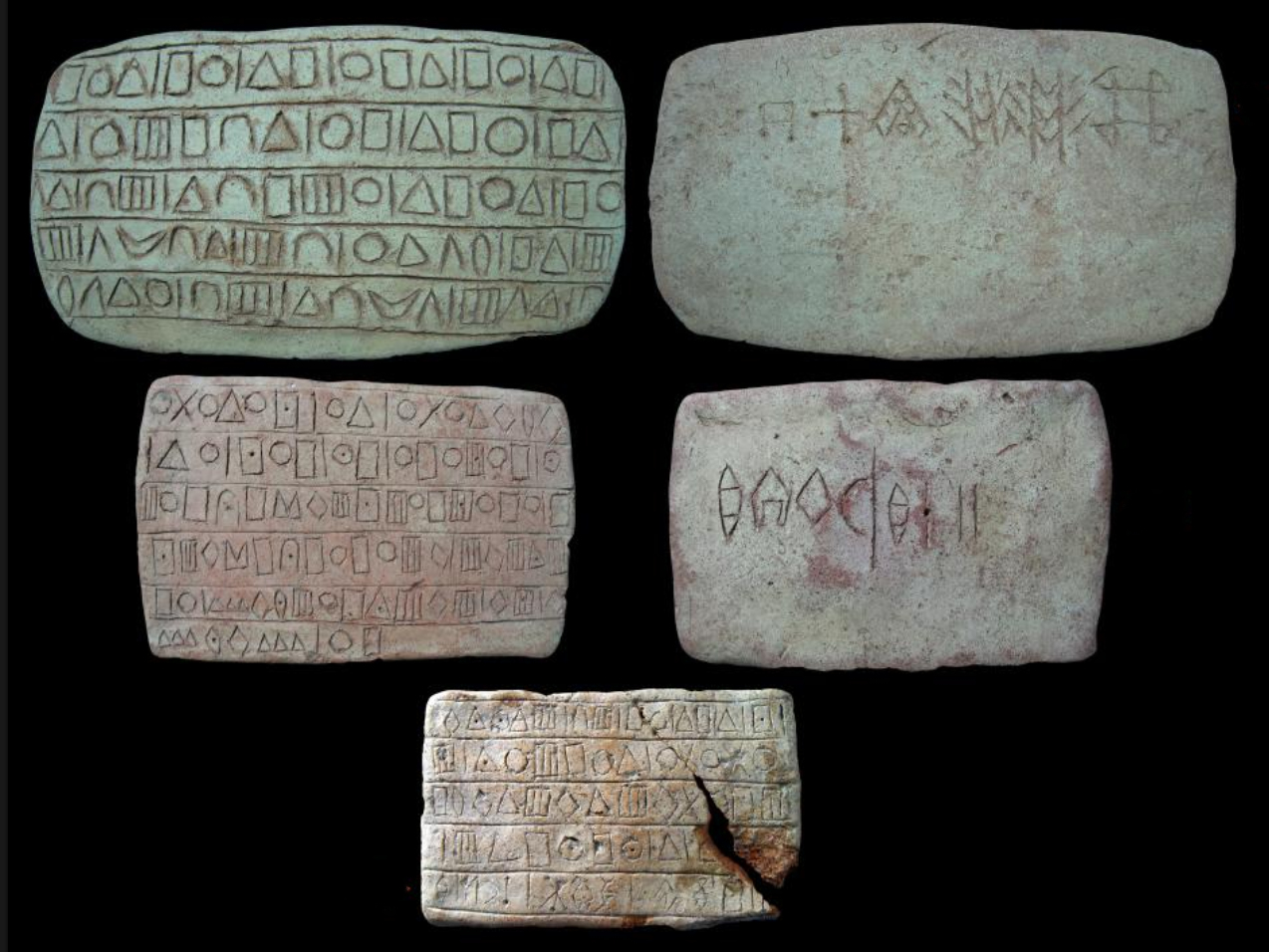
ジーロフト文化の碑文。

2001年にジーロフト近郊の共同墓地で行なわれた違法な発掘調査で多量の壷や緑泥石で作られた工芸品が発掘されたが、これらの出土品から紀元前3千年紀から青銅器時代を通じてジーロフトは生産と流通の拠点になっていたと推定されている。しかし、出土品の多くは非合法的な経路を通って欧米に流出した。イラン文化遺産団体は遺跡の保護を進め、保護プロジェクトによって青銅器時代のイラン南東部にはメソポタミアの大都市と並存するジーロフト文化と呼ばれる文化圏が存在していたことが確認された。
。
655年/56年にジーロフトはアラブ人に征服され、町のイスラーム化が始まった。初期のジーロフトはハワーリジュ派の拠点となっていたが、696年には町から追放される。
10世紀の地理学者イブン・ハウカルは当時のジーロフトが重要性の高い大都市であったことを記している。12世紀のジーロフトはギリシャ、インドの商人や外国の人間が集まる都市であり、町にはそれらの商人が有する倉庫が置かれていた。町には4つの門が設置され、市場から離れたバム門の近くにはレンガと石膏で作られた金曜モスクが建っていた。モンゴル帝国のイラン進出からイルハン朝期にかけての時代に町は荒廃し、ティムール朝以降にジーロフトについて言及されることはほとんどなくなった。その後ジーロフトの近郊にサヴゼヴァーラーンの町が建設され、やがてサヴゼヴァーラーンがジーロフトの名前で呼ばれるようになった。

## 地理
ジーロフトは標高960m、ザグロス山脈の最南端に位置する。町の南には平野が広がり、町の近くにはハリール川が流れている。降雨量は少なく乾燥した気候で、山地側は温暖・冷涼だが、南の平野側の気温は高い。町の北東40km、ハリール川の上流には巨大なジーロフトダムが建てられており、1992年から稼働を開始している。
町の北西には空港が置かれている。